# Loxostege albifascialis
Loxostege albifascialis là một loài bướm đêm trong họ Crambidae.